# Game Informer
Game Informer (GI, thường được cách điệu gameinformer hồi thập niên 2010) là một tạp chí trò chơi điện tử Mỹ xuất bản hàng tháng với các bài viết về tin tức, chiến thuật chơi và đánh giá trò chơi điện tử cũng như các máy chơi game console. Số đầu tiên của tạp chí được FuncoLand xuất bản vào tháng 8 năm 1991. GameStop Corp. sở hữu và xuất bản tạp chí, công ty mẹ của nhà bán lẻ trò chơi điện tử cùng tên sau khi công ty này mua lại Funcoland vào năm 2000. Vì vậy, một phần lớn các hoạt động quảng bá cho tạp chí được thực hiện tại các cửa hàng của GameStop, điều này đã đóng góp vào sự thành công của tạp chí; tính đến ngày 30 tháng 6 năm 2017, đây là tạp chí phổ biến thứ 5 về số bản được lưu hành. Game Informer đã chuyển sang trọng tâm trực tuyến hơn kể từ thập niên 2010. Game Informer cũng đã trở thành một phần quan trọng trong chương trình khách hàng thân thiết của GameStop với tên gọi PowerUp Rewards, cung cấp cho người đăng ký quyền truy cập vào nội dung đặc biệt trên trang web chính thức.

## Lịch sử

### Tạp chí

Bìa Game Informer năm 2005

Số đầu tiên của Game Informer xuất bản vào tháng 8 năm 1991 và bao gồm 6 trang. Ban đầu tạp chí xuất bản mỗi hai tháng, kể từ tháng 11 năm 1994, tạp chí xuất bản hàng tháng.
Từ năm 2001, vị trí tổng biên tập của tạp chí được đảm nhận bởi Cathy Preston, một thành viên của đội ngũ sản xuất từ năm 2000. Dưới thời của bà, ấn phẩm đã trở thành một phần không thể thiếu trong chương trình khách hàng thân thiết của GameStop là Power Up Rewards.
Năm 2010, Game Informer tiêu thụ được 5 triệu bản và trở thành tạp chí bán chạy thứ năm tại Mỹ, vượt qua các tạp chí phổ biến khác như Time, Sports Illustrated và Playboy. Đến năm 2011, Game Informer đạt lượng tiêu thụ 8 triệu bản và vươn lên vị trí thứ 3, chỉ thua hai ấn bản của Hội Người Nghỉ hưu Mỹ (AARP). Tuy nhiên, năm 2014 tạp chí chỉ tiêu thụ được 6,9 triệu bản và rơi xuống vị trí thứ 4. Các số liệu gần đây cho thấy tạp chí vẫn đang giữ vị trí này với 7 triệu bản được tiêu thụ. Thành công về mặt thương mại của Game Informer được cho là nhờ mối quan hệ với các nhà xuất bản, mối quan hệ với GameStop cũng như việc không có nhiều đối thủ trong lĩnh vực báo chí trò chơi điện tử.
Phiên bản tháng 4 của Game Informer bao gồm một tính năng hàng năm' Game Infarcer, đây là mộtTrò đùa ngày Cá tháng Tư. Trên trang bìa xuất hiện hàng chữ "Tạp chí ba xạo số 1 thế giới", bình thường là "Tạp chí trò chơi điện tử số 1 thế giới"—chữ "Nhại" nằm ở cuối trang bìa. Các bài báo trong Game Infarcer được cho là do tổng biên tập hư cấu Darth Clark viết, hàng năm đều gửi thư căm ghét tới Game Informer. Các phản hồi sôi nổi đối với các bài viết nhại thường xuất hiện trong các số báo về Game Informer sau này.
Game Informer bao có bốn bài "Sacred Cow Barbecues". Mang phong cách tương tự như một trò đùa chế nhạo người nổi tiếng, sự kiện này có ý nghĩa "đánh bật một số biểu tượng được tôn kính nhất của trò chơi ra khỏi bệ cao và dũng mãnh của họ". Các Sacred Cow Barbecues đầu tiên được giới thiệu trong số 158 (tháng 6 năm 2006). Các số báo khác liên quan đến Sacred Cow Barbecues là: 183 (tháng 7 năm 2008), 211 (tháng 11 năm 2010), và 261 (tháng 1 năm 2015). Các bài báo về Sacred Cow Barbecues được coi là nguồn tranh cãi giữa những game thủ không thích việc trò chơi yêu thích của họ bị chế nhạo.
Tháng 8 năm 2019, sau nhiều tháng ảnh hưởng suy giảm tài chính từ GameStop, khoảng một nửa số nhân viên Game Informer hiện tại đã ra đi, đây là một nỗ lực của việc GameStop phải cắt giảm hơn 120 công việc nhằm cải thiện tình hình tài chính của họ. Những người này bao gồm một số nhân viên đã làm việc tại Game Informer hơn 10 năm. Kết quả của việc sa thải này là các nhân viên khác của Game Informer cũng tự ý rời đi, bao gồm cả biên tập viên video Ben Hanson.
Cuối tháng 6 năm 2020, tổng biên tập lâu năm của tạp chí là Andy McNamara thông báo là sẽ rời Game Informer để nhận công việc mới vẫn trong ngành trò chơi điện tử, và xác nhận Andrew Reiner sẽ kế nhiệm chức vụ của ông.

### Trang web
Game Informer Online ban đầu ra mắt tháng 8 năm 1996 và có các bản cập nhật tin tức hàng ngày cũng như các bài báo. Justin Leeper và Matthew Kato được thuê vào tháng 11 năm 1999 làm biên tập viên web toàn thời gian. Là một phần của việc GameStop mua tạp chí, trang GameInformer.com ban đầu đã bị đóng cửa vào khoảng tháng 1 năm 2001. Cả Leeper và Kato cuối cùng đều được đưa vào ban biên tập của tạp chí.
Tháng 9 năm 2003 GI Online đã được hồi sinh ở cùng một tên miền, với thiết kế lại đầy đủ và bổ sung nhiều tính năng, chẳng hạn như cơ sở dữ liệu đánh giá, thường xuyên cập nhật tin tức và nội dung độc quyền "Không giới hạn" cho người đăng ký. Mục này do Billy Berghammer quản lý, ông là người tạo ra PlanetGameCube.com (nay là NintendoWorldReport.com). Berghammer hiện là tổng biên tập tại EGM Media Group.
Tháng 3 năm 2009, các nhân viên trực tuyến bắt đầu tạo mã thiết kế lại mới nhất như hiện nay. Việc thiết kế lại là để có thể phát hành song song với thiết kế lại của tạp chí. Ngày 1 tháng 10 năm 2009, trang web mới hoạt động, với lời chào mừng từ Tổng biên tập Andy McNamara. Giới thiệu nhiều tính năng mới như trình phát đa phương tiện, nguồn cấp dữ liệu làm nổi bật hoạt động trang web của người dùng và khả năng tạo đánh giá của người dùng. Đồng thời, tung ra podcast của tạp chí là The Game Informer Show.
Mỗi năm vào tháng 1 hoặc tháng 2, các biên tập viên của Game Informer sẽ tính toán và đánh giá "50 trò chơi hàng đầu của [năm ngoái]". Các trò chơi được sắp xếp theo thứ tự ngày phát hành. Họ không có bảng xếp hạng, nhưng họ kỷ niệm các trò chơi đặc biệt với các giải thưởng như Trò chơi của năm và các ví dụ khác. Họ cũng có mười bảng xếp hạng hàng đầu của các danh mục khác nhau, cả trong phần "Top 50" của trang web và trên tạp chí thông thường.
Tháng 8 hàng năm, Game Informer sẽ tung ra "E3 Hot 50", đây một phần đặc biệt gồm các đánh giá cho E3 (Electronic Entertainment Expo) của năm và hầu hết tất cả các trò chơi của nó, tạm thời thay thế phần "Xem trước" của phiên bản in.

## Những bài đánh giá
Game Informer hiện đang đánh giá các trò chơi trênPC; những máy console bao gồm PlayStation 5, PlayStation 4, PlayStation VR, Xbox Series X, Xbox One và Nintendo Switch; và các thiết bị di động chạy Android và iOS. Game Informer từng cung cấp các bài đánh giá riêng biệt về cùng một trò chơi cho từng hệ máy mà trò chơi đó được phát hành; bắt đầu từ giữa những năm 2000, GI chỉ xuất bản một bài đánh giá tổng hợp cho trò chơi, đồng thời cung cấp các ghi chú về ưu và khuyết của mỗi phiên bản. Các trò chơi cũ hơn, thường là ba trò chơi cho mỗi số phát hành, được đánh giá ngắn gọn trong phần "GI cổ điển" của tạp chí (so với điểm đánh giá ban đầu của trò chơi, nếu có). Điều này đã bị ngừng vào năm 2009, vài tháng trước khi tạp chí được thiết kế lại. Nhân viên của tạp chí đánh giá các trò chơi trên thang điểm từ 1 đến 10. Điểm từ 1 đến 5 được coi là khủng khiếp (trong nhiều ấn bản, 1 được coi là trò đùa, ví dụ: "Các bản sao bị trùng trong hộp lootbox" trong ấn bản số 295); 6 đến 7 là "trung bình", một trò chơi có thể chơi ổn và đôi khi rất vui (nhưng vẫn còn thiếu sót); và 10 là một trò chơi hiếm, "nổi bật", gần như hoàn hảo.